# NGC 917
NGC 917 ist eine Spiralgalaxie vom Hubble-Typ Sab im Sternbild Dreieck am Nordsternhimmel. Sie ist schätzungsweise 246 Millionen Lichtjahre von der Milchstraße entfernt und hat einen Durchmesser von etwa 180.000 Lj.

Im selben Himmelsareal befinden sich die Galaxien NGC 931 und NGC 940.
Die Typ-Ia-Supernova SN 2002eh wurde hier beobachtet.
Das Objekt wurde am 22. November 1827 von dem Astronomen John Herschel mithilfe eines 18,7-Zoll-Teleskops entdeckt.